# Friedrich Pries
Friedrich Pries (* 3. November 1859 in Rostock; † 9. August 1937 in Schwerin; vollständiger Name Johann Friedrich Pries) war ein deutscher Architekt und mecklenburgischer Baubeamter.

## Leben
Friedrich Pries war ein Sohn des Juristen und Landsyndicus Joachim Heinrich Pries. Der Jurist und Neubrandenburger Bürgermeister Adolf Pries (1851–1930) und der Rostocker Pastor Robert Pries (1852–1928) waren seine älteren Brüder. Sein Neffe Arthur Pries wurde ebenfalls Baubeamter in Mecklenburg.
Nach dem Besuch der Großen Stadtschule in Rostock und dem Militärdienst als Einjährig-Freiwilliger studierte er von 1880 bis 1885 Architektur an der  Technischen Hochschule Berlin und der Technischen Hochschule Hannover. 1886 trat er als Bauführer (Referendar) in den Dienst der Bauverwaltung von Mecklenburg-Schwerin. 1896 wirkte er in Malchin und 1897 in Dargun, darauf war er bis 1901 Distriktbaumeister für die bauliche Verwaltung der Domänen, Forstgehöfte und Kirchengebäude. Ab 1901 war er im Finanzministerium mit den gleichen Aufgaben für ganz Mecklenburg-Schwerin betraut. 1903 wurde er zum Baurat ernannt und 1910 zum Ministerialbaurat, 1911 zum Oberbaurat, 1916 zum Geheimen Oberbaurat befördert. 1924 wurde er pensioniert; sein Nachfolger wurde Adolf Friedrich Lorenz.
Pries war von 1897 bis 1929 Vorstandsmitglied im Verein für mecklenburgische Geschichte und Altertumskunde und wurde 1929 zu dessen Ehrenmitglied ernannt; 1906 war er Gründungs- und Vorstandsmitglied des Heimatbundes Mecklenburg. Er wirkte mit in der Glockenberatungsgesellschaft und der Kommission zur Verschönerung des Stadtbildes Schwerin und war zeitweilig freier Mitarbeiter der Mecklenburgischen Landesbibliothek Schwerin. Er lehrte am Predigerseminar Schwerin und war von 1909 bis 1924 Mitglied der (Großherzoglichen) Kommission zur Erhaltung der Denkmäler. 
Sein besonderes Interesse galt der Bauernhausforschung, Kulturdenkmalen, Bürgerhäusern und ihrer Inventarisierung und Erhaltung. 
Sein Nachlass wird in der Landesbibliothek Mecklenburg-Vorpommern Schwerin verwahrt. Das Tagebuch seiner Reise nach Rügen (1896) befindet sich im Nachlass seiner Tochter Marie Ribbeck im Landeshauptarchiv Schwerin.

## Bauten
- Kirche in Muchow
- 1892: Kirche in Grevesmühlen
- 1893: Restaurierung der Nikolaikirche  in Rostock
- 1894: Irrenheilanstalt in Gehlsdorf
- 1907–1908: Kirche in Alt Jabel (Vielank)
- 1913–1914 innere Restaurierung Kirche in Dobbin[2]
- Bauleitung am Augustenstift in Feldstadt und an den Gebäuden der Domgemeinde Schwerin

## Schriften
- Beiträge in Jahrbücher des Vereins für mecklenburgischen Geschichte und Altertumskunde:

Entwickelung der Landarbeiter-Wohnung (in Mecklenburg). 1909
Die Entwicklung des mecklenburgischen Niedersachsenhauses zum Querhause und das mecklenburgische Seemannshaus. 1928
Die Entwicklung des Hagenower Bürgerhauses aus dem niedersächsischen Bauernhause. 1929
auch separat: Stuttgart: J. Engelhorns Nachf. 1928
- Beiträge in Mecklenburg. Zeitschrift des Heimatbundes Mecklenburg:

Bauernhausforschung. 1910
Die Marienkirche zu Waren. 1914
Haken und Pflug. 1929
Technische Kulturdenkmale. 1931
Ein Schafstall als Kulturdenkmal. 1937
- Die Baudenkmäler in Mecklenburg-Schwerin in: Mecklenburg. Ein Heimatbuch. 1925